# HIARCS
HIARCS è un motore scacchistico commerciale sviluppato da Mark Uniacke. Il suo nome è l'acronimo di Higher Intelligence Auto Response Chess System.

## Panoramica
La prima versione del programma è stata pubblicata nel 1980. La versione 11, la prima ad essere supportata da sistemi multiprocessore, è stata pubblicata nel dicembre 2006. La versione attuale, ovvero la 14, è stata distribuita nell'agosto 2012.
La forza del programma deriva più dai suoi algoritmi posizionali che dalla sua velocità di ricerca.

## Compatibilità
HIARCS è supportato da Microsoft Windows, macOS, e (dal 2004) da sistemi operativi basati sull'architettura ARM come Palm OS.  È uno dei pochi software scacchistici di alto livello compatibili con macOS.

## PDA
HIARCS 9.5 per PDA si classificò 5° in un'approfondita analisi del Dr. Axel Schumacher , ed è stato il primo programma scacchistico per PDA a battere un GM, quando il 22 gennaio 2005 sconfisse due volte il GM Jan Gustafsson, pareggiando altre due partite in un match di 4 partite.

## Risultati
HIARCS ha vinto il Campionato Mondiale di scacchi per computer del 1993.
Nel gennaio del 2003 HIARCS giocò un match di 4 partite contro il GM Evgenij Bareev, l'ottavo scacchista più forte al mondo in quel periodo. Tutte le partite finirono patte, quindi il match finì alla pari.
Dal 2005 è il più forte software di scacchi per palmari. È in testa alla classifica della SSDF per palmari, ed era considerato il motore più forte fra 63 motori per palmari.
HIARCS 10 con le impostazioni "Ipermoderne" attivate si classificò secondo nella SSDF rating list dell'8 giugno 2006, con un rating di 2856.
HIARCS è rimasto fra i 5 rating più alti della SSDF più a lungo di ogni altro motore scacchistico.
HIARCS ha vinto il 17° International Paderborn Computer Chess Championship, nel dicembre del 2007.

## Curiosità
Sembra che HIARCS 10 sia stato il motore usato dai complici dello scacchista indiano Umakant Sharma, espulso dalle competizioni scacchistiche per aver probabilmente ricevuto le mosse calcolate dal software attraverso un dispositivo bluetooth incorporato nel suo auricolare.